# دانه‌خوار رگه‌ای
دانه‌خوار رگه‌ای (نام علمی: Serinus striolatus) نام یک گونه از سرده سهره دمگاه‌زرد است.